# 量刑
刑罚裁量简称量刑，指法院根据行为人所犯罪行及刑事责任的轻重，在定罪的基础上，依法决定对罪犯是否判处刑罚，判处何种刑罚、所判刑罚是否立即执行，所进行的刑事审判活动。
根据不同国家及地区的法律，对于犯罪分子决定刑罚的时候，根据犯罪的事实、犯罪的性质、情节和对于社会的危害程度，判处有所不同，但均以犯罪事实为根据。
《中华人民共和国刑法》中将法定量刑情节为不同轻重的等级种类：“情节轻微”、“情节较轻”、“基本情节”、“情节严重”或“情节恶劣”、“情节特别严重”或“情节特别恶劣”这五个不同级别，表明罪行的轻重不同。